# Víctor Márquez Reviriego
Víctor Márquez Reviriego   (Villanueva de los Castillejos, 1936) és un periodista i escriptor espanyol, la labor del qual com cronista parlamentari durant la Transició espanyola ha estat considerada revitalitzadora per reconeguts companys de professió com Lluís Carandell o Eduardo Haro Tecglen, així com una recuperació de la tradició de cronistes de Corts d'altres èpoques com Wenceslao Fernández Flórez. Ha compartit espai i temàtica amb professionals del periodisme, llavors igualment neòfits en aquest subgènere, com Soledad Gallego-Díaz, José Oneto o Manuel Vicent.

## Biografia
Després de cursar els estudis primaris i el batxiller, va marxar a Madrid, es va llicenciar en Ciències Polítiques a la Universitat de Madrid i es va graduar en Periodisme. Va començar a treballar com a periodista en 1962 en diaris de la seva província natal. Tres anys després, es va incorporar a la redacció de la revista Triunfo, on va romandre fins a 1982. En ella va ser redactor cap i va realitzar bona part de la seva carrera com a cronista polític amb una columna periòdica sota el títol Apuntes parlamentarios. Ha treballat també per a altres mitjans escrits d'àmbit nacional com els diaris ABC, El Mundo o El País; les revistes Cambio 16, Leer o Tribuna, o les cadenes radiofòniques SER o COPE. En els anys 2000 va ser cap de premsa del Defensor del Poble. Així mateix és autor de diverses obres, la majoria relacionades amb les seves experiències com a periodista parlamentari des de 1977 a 1981, això és, el període conegut com a 'Transició' que s'inicia amb l'obertura de les Corts després de les eleccions generals del 15 de juny de 1977 i es tanca amb el fracassat cop d'estat de febrer de 1981 i la victòria socialista en les eleccions de 1982. D'elles es ressenya la trilogia que formen La tentación canovista, El pecado consensual i Escaños de penitencia, publicades en 1978, 1979 i 1981 respectivament, més tard editades i corregides pel servei de publicacions del Congrés en 1997 com a Anotacions parlamentàries, —títol original en Triunfo—, reeditada per última vegada en 2015. Entre els seus assaig cal destacar Diálogos españoles o Felipe González: un estilo ético, conversaciones con Víctor Márquez Reviriego (1982), El desembarco andaluz (1990), Un mundo que se va (1994), un llibre de records personals i anècdotes o Auténticas entrevistas falsas, la sèrie d'entrevistes de ficció que publicà a la revista Leer.
Al llarg de la seva carrera ha rebut diversos premis i reconeixements, entre ells el Premi Nacional de Periodisme (1983), el Premi Espejo de España per El desembarco andaluz (1990), el Premi César González-Ruano (1995) o la Medalla d'Andalusia (1990). En 2008 fou nomenat doctor honoris causa per la Universitat de Huelva.